# Prosopocera vivyana
Prosopocera vivyana là một loài bọ cánh cứng trong họ Cerambycidae.